# پوزه زرد
پوزه زرد یک روستا در ایران است که در شهرستان سربیشه واقع شده‌است. پوزه زرد ۲۷ نفر جمعیت دارد.